# Salah Abdeslam
Salah Abdeslam (ur. 15 września 1989 w Brukseli) – francuski obywatel pochodzenia marokańskiego, podejrzewany o zaplanowanie i koordynację zamachów terrorystycznych w Paryżu 2015.

## Życiorys
Salah Abdeslam urodził się 15 września 1989 roku. Jest synem marokańskich imigrantów, którzy mają francuskie obywatelstwo. Jest podejrzany o uczestnictwo w zamachach terrorystycznych w Paryżu 2015 w których zginęło 130 osób. 18 marca 2016 został postrzelony w nogę w czasie obławy policyjnej na terenie brukselskiej dzielnicy Molenbeek i aresztowany wraz ze wspólnikiem, a następnie przewieziony do szpitala.